# فارهام
latitudeفارهامlongitudeفارهام
فارهام (به انگلیسی: Fareham) شهری در منطقهٔ لندن کشور انگلستان است که این کشور خود بخشی از بریتانیا محسوب می‌شود. این شهر در سال ۱۹۹۱ میلادی ۵۴٫۸۶۶ نفر جمعیت داشته و در سرشماری سال ۲۰۰۱ جمعیت آن به ۵۶٫۱۶۰ نفر رسیده‌است. میزان رشد سالانهٔ جمعیت فارهام ‎۰٫۴۷ درصد می‌باشد و جمعیت این شهر در سال ۲۰۱۲ به ۵۹٫۱۳۸ نفر تغییر یافت.